# Étançon de mine

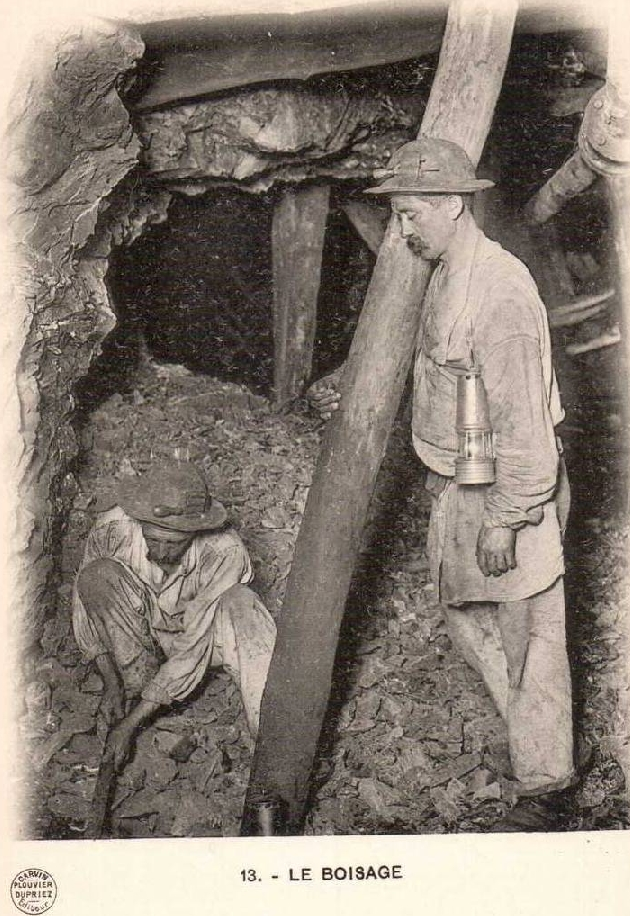
Mines de Carvin. Le boisage

Un étançon de mine ou  étai de mine, est une longueur de bois utilisée pour soutenir les toits des galeries dans les mines de charbon.

## Au Canada
L'Angleterre les appelle pit prop et les États-Unis, mine prop.
Le Canada fournissait traditionnellement les pit prop au marché britannique. Au fur et à mesure que l'extraction du charbon perdait de son importance et que des supports métalliques étaient utilisés, le terme est devenu rarement utilisé.
Même s'il ne s'agissait que d'une grume coupée à une certaine longueur, elle était classée comme un produit fini et contournait ainsi les tarifs canadiens supplémentaires sur l'exportation de bois brut.
En raison des grandes quantités exportées, il est probable que beaucoup se sont retrouvés dans des usines de pâte britanniques.
La plupart des étançon de mine étaient fabriqués à partir de bois d'épicéa.

## Autre type
Il existe aussi des étançons métalliques à clavette(s).